# براندون گودیشیپ
براندون گودیشیپ (انگلیسی: Brandon Goodship؛ زادهٔ ۲۲ سپتامبر ۱۹۹۴) بازیکن فوتبال اهل بریتانیا است.
از باشگاه‌هایی که در آن بازی کرده‌است می‌توان به باشگاه فوتبال یئوویل تاون، باشگاه فوتبال بلکفیلد و لانگلی، باشگاه فوتبال هیز و یدینگ یونایتد، و باشگاه فوتبال ای‌اف‌سی بورنموث اشاره کرد.
وی همچنین در تیم ملی فوتبال England C بازی کرده‌است.